# Agathia libera
Agathia libera är en fjärilsart som beskrevs av Louis Beethoven Prout 1925. Agathia libera ingår i släktet Agathia och familjen mätare. Inga underarter finns listade i Catalogue of Life.